# Flora Nordica
Flora Nordica – angielskojęzyczna seria wydawnicza, flora roślin naczyniowych znacznej części Europy Północnej.

## Wiadomości ogólne

### Charakter serii wydawniczej
Flora Nordica ma w założeniu być krytyczną (naukową) florą roślin naczyniowych Szwecji, Danii (w tym Wysp Owczych, ale bez Grenlandii), Norwegii (w tym Svalbardu), Finlandii i Islandii. Obszar ten określony jest w tekście angielskim skandynawskim słowem Norden, a w łacińskim tytule neologizmem nordicus. 
Projekt został rozpoczęty w 1987 przez Królewską Szwedzką Akademię Nauk. W ramach przygotowań do wydania flory wykonuje się liczne wstępne prace naukowe, publikowane pod zbiorczym nadtytułem Flora Nordica notes. 
Standardowy opis gatunku w tym dziele obejmuje nazwę naukową, nazwy w językach skandynawskich, opis morfologiczny, szczegółowe dane na temat rozmieszczenia geograficznego (z dokładnością do prowincji), a także wiadomości na temat biologii i zmienności. Podano także szczegóły dotyczące typów, o ile pochodzą z obszaru objętego florą. Recenzje zgodnie podkreślają wysoki poziom naukowy i elegancką szatę graficzną tego wydawnictwa.

### Kwestie taksonomiczne
Pierwotne estymacje mówiły, że flora tego obszaru to około 4600 gatunków roślin, ale liczba ta nie obejmuje mikrogatunków apomiktycznych, konsekwentnie (według zasad tzw. szkoły skandynawskiej) wyróżnianych w randze gatunków, których liczbę estymuje się na około 1000 w obrębie rodzaju Taraxacum (mniszek) i około 5000 w obrębie rodzaju Hieracium (jastrzębiec). Z obszaru objętego florą opisano 605 gatunków z grupy jaskrów różnolistnych, które są wyliczone w drugim tomie dzieła, natomiast nie przedstawiono tam klucza do oznaczania ze względu na to, iż grupa ta w wielu częściach Skandynawii jest jeszcze nieopracowana. 
Przykładem szczegółowości flory jest rozdział dotyczący wierzb (Salix), gdzie na 72 stronach opisano 36 gatunków rodzimych, a ponadto 8 gatunków zawlekanych oraz 105 mieszańców międzygatunkowych. Opracowanie wiesiołków (Oenothera), którego współautorem jest Krzysztof Rostański, obejmuje 12 gatunków rodzimych oraz kilkanaście zawlekanych i mieszańców.

## Podział na tomy
Dotychczas (2024) wydano następujące tomy:
- General volume (2004)[10]
- 1:  Lycopodiaceae – Polygonaceae (2000)[9]
- 2: Chenopodiaceae – Fumariaceae (2001)[5]
- 6: Thymeleaceae – Apiaceae (2010)[11]

Kolejność rodzin w całej Florze jest zbliżona do układu Flora Europaea, odpowiadającego mniej więcej systemowi Englera. Całość wydawnictwa planowana jest na 15 tomów.